# ليفيو فرانسيشيني
ليفيو فرانسيشيني (بالإيطالية: Livio Francecchini)‏ (مواليد 14 أبريل 1902) هو ملاكم إيطالي، مثّل بلاده في الألعاب الأولمبية الصيفية 1924.

## روابط خارجية
ليفيو فرانسيشيني على موقع أوليمبيديا (الإنجليزية)